# We Can Change the World
«We Can Change the World» es una canción cantada por Bridgit Mendler para la campaña Disney Amigos por el Mundo, específicamente, para el primer Disney Jugando por el Mundo. La canción fue escrita por Joacim Persson y Mendler.

## Antecedentes
La canción se estrenó en Radio Disney el 1 de junio de 2011. Con su lanzamiento, Disney donó 250.000 dólares al Disney Worldwide Conservation Fund. La canción estaba disponible para su descarga en la página web de Amigos para el mundo, y en iTunes el 11 de junio de 2011. Todo lo recaudado fue a caridades ambientales, al igual que las otras canciones lanzados por la iniciativa.

## Video musical
El video musical se estrenó en Disney Channel el 10 de junio de 2011. Fue dirigido por Art Spigel, director de los Disney Channel Games, y fue filmada en una locación en Disney Golden Oak Ranch en Los Ángeles, California. La canción cuenta con Mendler cantando feliz en un parque con una cámara en la mano. Los chicos de todo el mundo finalmente se unen a ella en el canto del himno. Algunos de los chicos son estrellas de Disney Channel internacional como Valeria Baroni, Jorge Blanco, Olavo Cavalheiro, Nicole Ishida, Murtuza Kutianawala y Eve Ottino.

## Listados de la pista
- EE.UU. / Descarga Digital

1. "We Can Change the World" (Descarga Digital) – 3:19
2. "We Can Change the World (Instrumental)" (Descarga Digital) – 3:19 (disponible el 13 de septiembre)